# Curtești
Curteşti é uma comuna romena localizada no distrito de Botoşani, na região de Moldávia. A comuna possui uma área de 57.83 km² e sua população era de 4613 habitantes segundo o censo de 2007.